# Tommy Wieringa
Tommy Wieringa, né le 20 mai 1967 à Goor, chef-lieu de la commune Hof van Twente, est un auteur et journaliste néerlandais.

## Biographie
Tommy Wieringa a passé une partie de sa jeunesse dans les Antilles néerlandaises. Il a étudié l'histoire à l'Université de Groningue et la journalistique à l'Université d'Utrecht. 
Après trois romans lus seulement par un public restreint, il obtient en 2005 un large succès avec Joe Speedboot, couronné avec plusieurs prix. Le livre est traduit en français en 2008 sous le même titre. 
En tant que journaliste, il a publié des articles et des chroniques pour des journaux et des rubriques, ainsi qu'un scénario pour la télé et plusieurs pièces pour radio. 
Participant du groupe 'Donskoy', Wieringa écrit de la poésie qu'il performe en musique.